# 화지 (래퍼)
화지(話紙, 본명: 송석하, 1988년 10월 30일 ~ )는 대한민국의 래퍼이다. 2009년 영소울과 함께 힙합 듀오를 결성하여 활동을 시작했다. 라디오 스타의 EP 앨범 Glow In The Dark이 데뷔 앨범이다. 영소울의 입대와 함께 활동을 중단하게 되고 2011년부터 '들개'로 개인활동을 시작한다. 2012년 EP앨범인 '화지'를 발매했다. 2014년에 와서는 자신의 첫 번째 정규 앨범 'EAT'을 공개했다. 이앨범은 2015년 제12회 한국대중음악상 최우수 랩&힙합 음반상을 수상했다. 2016년 정규 2집 'ZISSOU'를 발매하고 한번 더 2017년 제14회 한국대중음악상에서 최우수 랩&힙합 음반을 수상했다. 2018년 1월 EP 'WASD'를 발표했다.

## 학력
- 인디애나 주립대학교 경영학과

## 활동
화지 (송석하)는 2004년 미국 위스콘신 주의 한 고등학교에서 만난 영소울과 학창시절을 같이 보내면서 힙합듀오 '라디오스타'를 결성하고 EP앨범 'Glow In The Dark'로 언더에 데뷔하였다. 활동을 하던 중 멤버였던 영소울의 입대로 인해서 잠정적으로 활동을 중단하게 됐다.
2011년 '들개'로 솔로 활동을 시작했다. 같은 2011년에 발표한 무료공개곡 'ㅂㅅ'이 래퍼들, 리스너들과 평론가들의 호평을 받았다. 믹스테잎인 '뷔페'와 2012년 EP앨범 '화지'를 발매하고 여러 가지 앨범과 노래에 피쳐링 활동을 해가면서 인지도를 쌓았다.
2014년에 자신의 첫 번째 정규앨범 'EAT'을 무료로 배포했다. 앨범 전반적으로 느와르 영화를 떠올리게 하는 어두컴컴한 색깔이 대표적인 특징인 이 앨범은 다음해 2015년 제12회 한국대중음악상 최우수 랩&힙합 음반상을 수상했다.
2016년 정규 2집 'ZISSOU'를 발매했다. 앨범은 '라디오스타'의 멤버였던 영소울이 전곡의 프로듀싱을 맡아서 구성되었으며 다양한 음악적 깊이를 보여준 앨범으로 평가를 들었다. 리드머나 웹진에서 호평을 받고 이앨범 또한 2017년 제14회 한국대중음악상 최우수 랩&힙합 음반상을 수상하게 됐다.
2018년 1월 EP앨범 'WASD'를 발표하게 된다.
2019년 우탄과 'Muncheese'를 결성하고 'You Had To Be There(EP)'를 발표한다.

## 디스코그래피
- 2009년 7월 30일 (라디오스타) 'Glow In The Dark'
- 2011년 9월 29일 '들개'
- 2012년 1월 14일 믹스테이프 '뷔페'
- 2012년 6월 15일 '화지'
- 2012년 8월 8일 (라디오스타) 'Villainaire'
- 2013년 5월 14일 '젊은데'
- 2014년 1월 24일 정규 'EAT'
- 2015년 9월 9일 '히피카예'
- 2016년 2월 2일 정규 2집 'ZISSOU'
- 2016년 9월 12일 '알 바야'
- 2017년 11월 1일 'Shine My Way'
- 2018년 1월 11일 'WASD'
- 2019년 2월 14일 'Femme Fatales & Getaway Planes'
- 2020년 6월 28일 '오염, 추'

## 수상
- 2015년 제12회 한국대중음악상 최우수 랩&힙합 음반상 수상
- 2017년 제14회 한국대중음악상 최우수 랩&힙합 음반상 수상